# Borrassà

Położenie gminy na mapie comarki Alt Empordà.

Borrassà – gmina w Hiszpanii,  w Katalonii, w prowincji Girona, w comarce Alt Empordà.
Powierzchnia gminy wynosi 9,45 km². Zgodnie z danymi INE, w 2009 roku liczba ludności wynosiła 665, a gęstość zaludnienia 70,37 osoby/km². Wysokość bezwzględna gminy równa jest 73 metry.

## Miejscowości
W skład gminy Borrassà wchodzą trzy miejscowości, w tym miejscowość gminna o tej samej nazwie:
- Borrassà – liczba ludności[1]: 518
- Creixell – 35
- Vilamorell – 33

| 1991 | 1996 | 2001 | 2004 | 2005 | 2006 | 2009 |
| ---- | ---- | ---- | ---- | ---- | ---- | ---- |
| 476  | 503  | 547  | 557  | 586  | 614  | 665  |